# 坂野雄二
坂野 雄二（さかの ゆうじ、1951年 - ）は、日本の臨床心理学者。専門は、臨床心理学・認知行動療法。学位は、教育学博士（筑波大学）。北海道医療大学教授。大阪府生まれ。
臨床心理士・専門行動療法士・日本自律訓練学会認定自律訓練指導士・日本カウンセリング学会認定カウンセラー・シニア産業カウンセラー・米国Academy of Cognitive Therapy 認定 Cognitive Therapist.

## 経歴
- 1973年　神戸大学教育学部教育心理学科卒業
- 1975年　ミュンヘン大学心理学研究所臨床心理学科客員助手
- 1977年　東京教育大学大学院教育学研究科修士課程教育心理学専攻修了
- 1980年　筑波大学大学院博士課程心理学研究科中退
- 1980年　千葉大学教育学部講師（教育心理学教室）
- 1983年　同　助教授
- 1983年　筑波大学より教育学博士の学位を取得
- 1987年　早稲田大学人間科学部助教授
- 1992年　同　教授
- 2003年　北海道医療大学心理科学部臨床心理学科教授

## 著書
- 『無気力・引っ込み思案・緘黙』黎明書房　1989　情緒障害児双書
- 『スランプの薬 「認知行動療法」で心の落ち込みを退治する』ごま書房1993ゴマブックス
- 『認知行動療法』日本評論社　1995
- 『認知行動療法の基礎』金剛出版　2011

## 共編著
- 『幼児のIQテスト 知能の測り方・伸ばし方』マーチン・ルッターヨハン共著　日本図書文化協会　1978
- 『登校拒否・不登校』編　同朋舎出版　1990　メンタルヘルス・シリーズ
- 『認知行動療法の理論と実際』岩本隆茂,大野裕共編　培風館　1997
- 『情緒・行動障害』編著　福村出版　1999　スクールカウンセラー事例ファイル
- 『性』編著　福村出版　1999　スクールカウンセラー事例ファイル
- 『人はなぜ人を恐れるか 対人恐怖と社会恐怖』不安・抑うつ臨床研究会共編　日本評論社　2000
- 『臨床心理学キーワード』編　2000　有斐閣双書
- 『セルフ・エフィカシーの臨床心理学』前田基成共編著　北大路書房　2002
- 『問題行動の見方・考え方』内山喜久雄共編著　開隆堂出版　2003　子どもをとりまく問題と教育
- 『エビデンス・ベースト・カウンセリング』内山喜久雄共編　至文堂　2004　「現代のエスプリ」 別冊
- 『不安障害の臨床心理学』丹野義彦,杉浦義典共編　東京大学出版会　2006　叢書実証にもとづく臨床心理学
- 『認知行動療法の技法と臨床』内山喜久雄共編　日本評論社　2008
- 世界行動療法認知療法会議神戸大会プログラム委員会編『PTSD・強迫性障害・統合失調症・妄想への対応 ワークショップから学ぶ認知行動療法の最前線』丹野義彦と代表編者　金子書房　2008
- 『うつ病・パーソナリティ障害・不安障害・自閉症への対応 ワークショップから学ぶ認知行動療法の最前線』同
- 『不安障害の認知行動療法』貝谷久宣,福井至,不安・抑うつ臨床研究会共編　日本評論社　2010

## 翻訳
- H.ユッカートほか『身近な心理学 あなたの心を科学する』講談社　1980
- ルドルフ・シュタイナー『教育術』落合幸子共訳　みすず書房　1986
- ポール M.サルコフスキス編『認知行動療法 臨床と研究の発展』岩本隆茂共監訳　金子書房　1998
- V.B.V.ハッセル,M.ハーセン編著『エビデンスベイスト心理治療マニュアル』不安・抑うつ臨床研究会共編訳　日本評論社　2000
- アントン・トルマン『うつ病 アセスメントと治療法の組み立て方』監訳 松岡紘史,岡島義共訳　金子書房　2007
- アーロン・T.ベック,A.ジョン・ラッシュ,ブライアン・F.ショウ,ゲアリィ・エメリィ『うつ病の認知療法 新版』監訳 神村栄一,清水里美,前田基成共訳　岩崎学術出版社　2007　認知療法シリーズ
- スティーブン・A. サフレン,キャロル・A. パールマン,スーザン・スピリッチ,マイケル・W. オットー『大人のADHDの認知行動療法セラピストガイド』監訳　日本評論社　2011
- 『大人のADHDの認知行動療法本人のためのワークブック』同
- ラッセル・ラムゼイ,アンソニー・ロスタイン『成人のADHDに対する認知行動療法』武田俊信共監訳 金澤潤一郎共訳　金剛出版　2012

## 学会活動
- 日本行動療法学会理事長
- 日本自律訓練学会理事
- 日本交流分析学会評議員
- 日本行動医学会理事長
- 日本ストレス学会理事
- 日本うつ病学会理事
- 日本心身医学会評議員